# Vương quốc Nabatea
Vương quốc Nabatea (tiếng Ả Rập: نبطية; còn đọc thành Nabataea), là một quốc gia Ả Rập của người Nabataea tồn tại trong thời kỳ cổ đại và bị Đế quốc La Mã sáp nhập vào năm 106 CN.

## Địa lý
Nằm giữa bán đảo Sinai và bán đảo Ả Rập, phía bắc là Vương quốc Judea và phía tây nam là Ai Cập của nhà Ptolemaios. Thủ đô là thành phố Petra nay thuộc Jordan bao gồm các thị trấn Bostra, Mada'in Saleh và Nitzana. Petra là một thành phố thương mại giàu có, nằm tại nơi hội tụ của nhiều tuyến đường thương mại quan trọng. Một trong số đó là Tuyến đường Hương liệu dựa trên việc sản xuất cả hai chất mộc dược và nhủ hương ở miền nam Ả Rập và vượt qua Mada'in Saleh để tới Petra. Từ đây các chất thơm được phân phối trên khắp vùng Địa Trung Hải.

## Lịch sử
Nguồn gốc của Nabataea có niên đại từ thời điểm họ vẫn còn là dân du mục ở Negev và bán đảo Sinai dưới thời kỳ thống trị của nhà Achaemenid Ba Tư, vào khoảng thế kỷ IV TCN.

### Nabatea và Hasmoneus

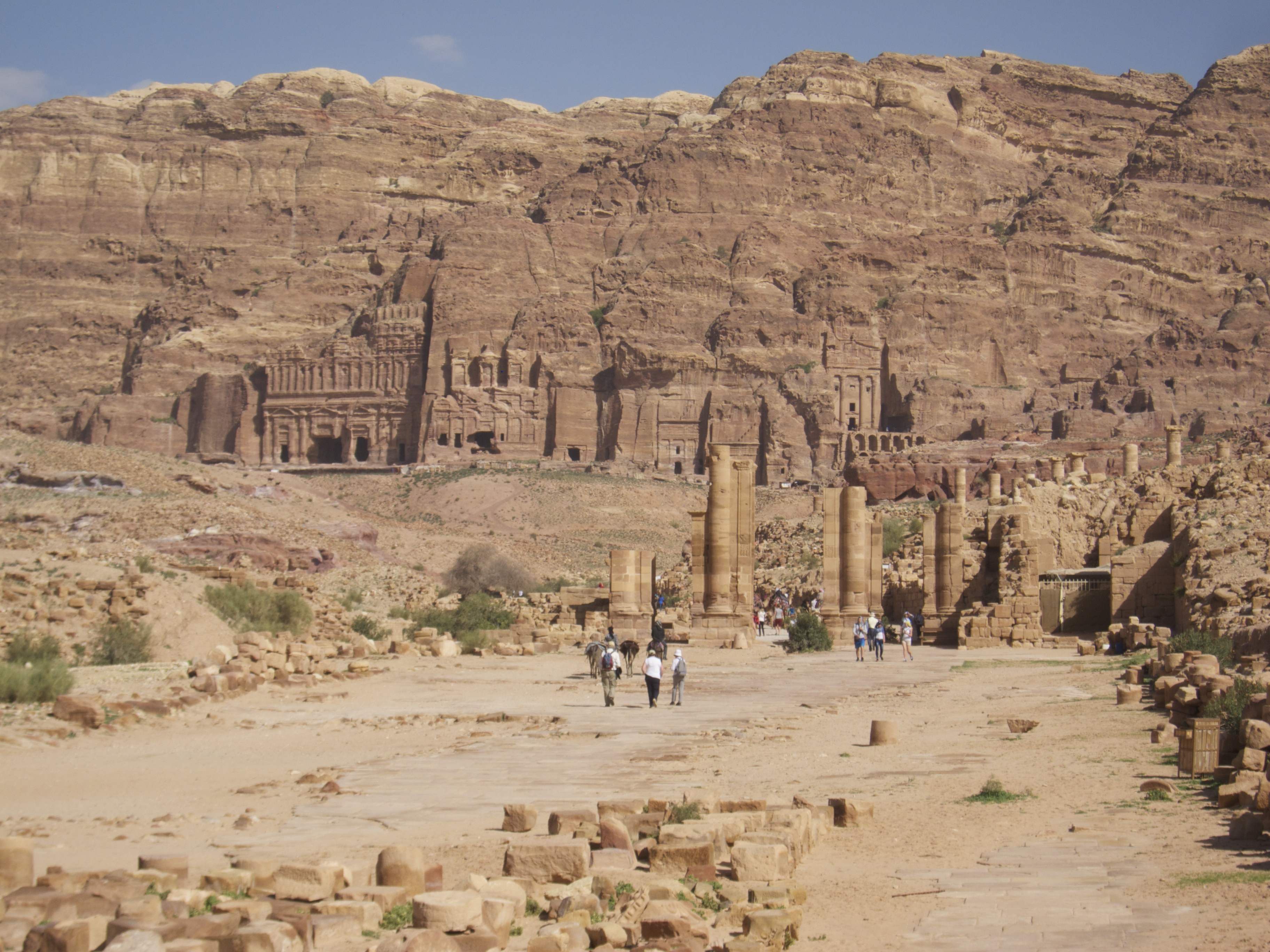
Di tích Petra, được cho là thủ phủ của vương quốc

Người Nabataea là đồng minh đầu tiên của người Hasmoneus trong cuộc đấu tranh chống lại các triều vua Seleukos. Sau đó, họ trở thành đối thủ của triều đại Judaea và là một yếu tố chính trong các rối loạn dẫn đến sự can thiệp của Pompey ở Judea. Nhiều người Nabataea còn được đích thân vua Hasmoneus là Alexander Jannaeus mạnh dạn cải sang đạo Do Thái. Vị vua này cũng là người đã dập tắt một cuộc nổi dậy địa phương, xâm lược và chiếm đóng các thị trấn Moab và Gilead của người Nabataea rồi áp đặt một khoản cống nộp không xác định. Obodas I thừa biết rằng Alexander sẽ tấn công, do đó đã phục kích lực lượng của Alexander ở gần Gaulane (Golan) tiêu diệt quân đội Judea vào năm 90 TCN.
Dưới triều đại của Aretas III (87-62 TCN) lãnh thổ của vương quốc này được mở mang đến tột đỉnh nhưng đã bị một đạo quân La Mã dưới sự chỉ huy của Marcus Aemilius Scaurus đánh bại. Quân đội của Scaurus thậm chí còn tiến hành vây hãm thủ đô Petra nhưng cuối cùng một sự thỏa hiệp đã được đàm phán giữa hai bên. Aretas III phải đồng ý nộp cống mới được Cộng hòa La Mã chính thức công nhận vị thế của mình. Vương quốc Nabatea tự nhận thấy đang bị Đế quốc La Mã bao quanh từ từ với lãnh thổ ngày càng mở rộng từ việc chinh phục Ai Cập cho đến sự sáp nhập Hasmoneus Judea vào trong bản đồ đế chế. Trong khi Vương quốc Nabatea tìm cách nhằm duy trì nền độc lập chính thức của nó thì nước này trên thực tế đã trở thành một vương quốc phụ thuộc dưới ảnh hưởng của Roma.

### Đế quốc La Mã sáp nhập

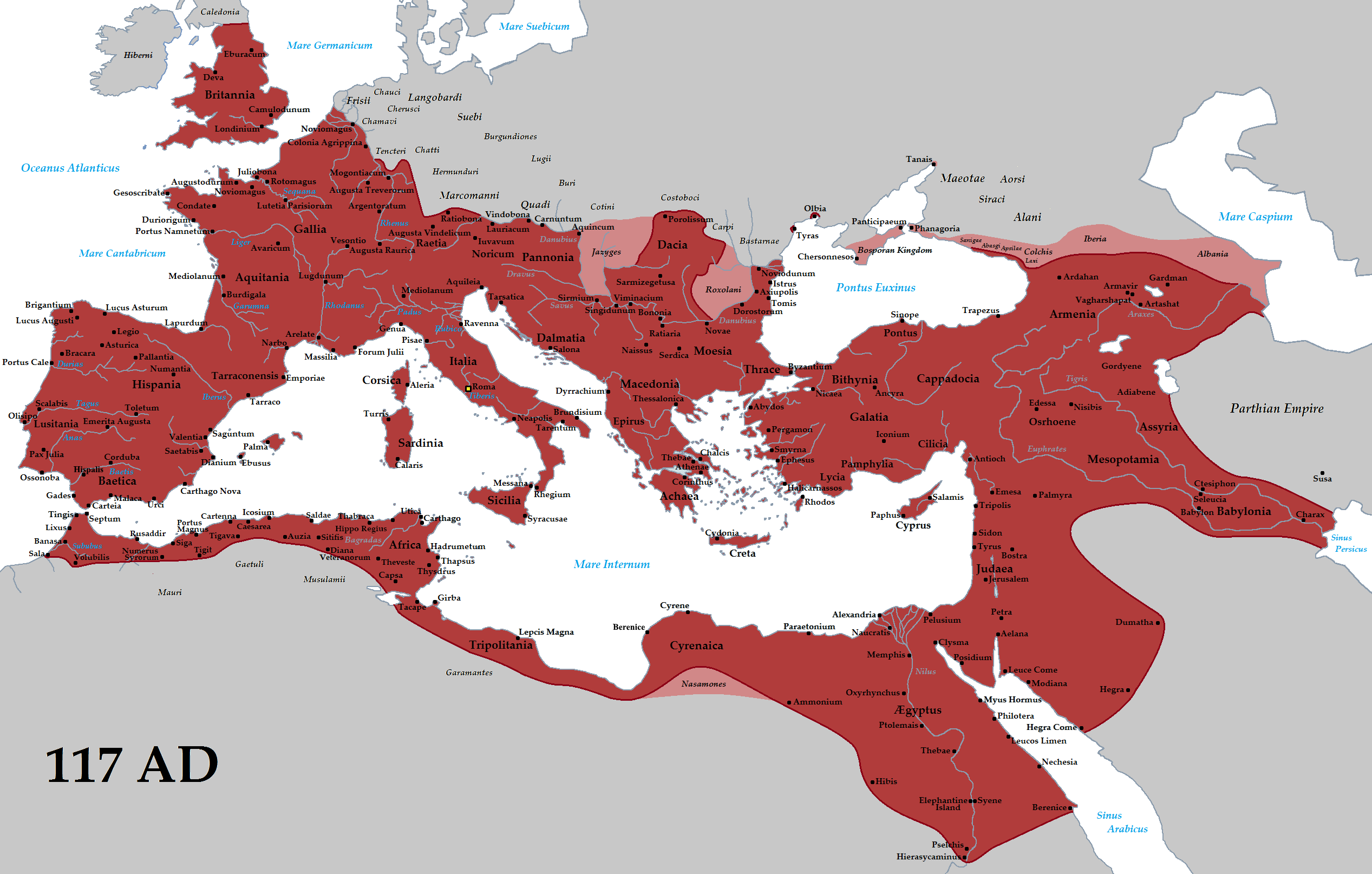
Bản đồ Đế quốc La Mã vào thời kỳ đỉnh cao năm 117, cho thấy lãnh thổ Nabatea bị Traianus chinh phục nằm ở phía đông nam.

Năm 106 CN, dưới thời trị vì của Hoàng đế La Mã Traianus, vị vua cuối cùng của Vương quốc Nabatea là Rabbel II Soter qua đời vì bạo bệnh. Sự kiện này có thể đã thúc đẩy sự sáp nhập chính thức Nabatea vào Đế quốc La Mã, dù cho lý do chính thức và cách thức sáp nhập chính xác vẫn chưa được biết. Một số bằng chứng trong văn khắc đã đưa ra giả thuyết là một chiến dịch quân sự dưới sự chỉ huy của Cornelius Palma, thống đốc Syria. Quân đội La Mã xem chừng đến từ Syria và cũng từ Ai Cập. Rõ ràng là vào năm 107 CN, các binh đoàn lê dương La Mã đã đồn trú tại khu vực xung quanh Petra và Bostra, như sự thể hiện trong một tờ giấy cói được tìm thấy ở Ai Cập. Vương quốc được sáp nhập vào đế chế và trở thành tỉnh Arabia Petraea. Thương mại dường như phần lớn vẫn tiếp tục nhờ vào tài năng buôn bán không hề suy giảm của người Nabataea.
Dưới thời Hadrianus, limes Arabicus bỏ qua hầu hết các lãnh thổ Nabatea và chạy về phía đông bắc từ Aila (nay là Aqaba) ở đầu vịnh Aqaba. Một thế kỷ sau, dưới thời trị vì của Alexander Severus, vấn đề địa phương về việc đúc tiền đã kết thúc. Tại đây chẳng có nhiều ngôi mộ xa hoa được xây dựng nữa, rõ ràng là có sự thay đổi đột ngột trong đường lối chính trị, chẳng hạn như một cuộc xâm lược của cường quốc Ba Tư mới nổi dưới thời Đế quốc Sassanid. Thành phố Palmyra từng có lúc là thủ đô của Đế quốc Palmyra ly khai (khoảng năm 130–270), dần dần trở nên quan trọng và thu hút được nền thương mại của bán đảo Ả Rập tách ra khỏi Petra.

### Danh sách vua Nabatea
| - align=left | Triều đại | Tên gọi | Chú thích | - valign=top | Vua Nabatea | Vua Nabatea | Vua Nabatea | - valign=top bgcolor="#ffffec" | \| Aretas I\| \| | - valign=top bgcolor="#ffffec" | \| Aretas II\| \| Theo một số nguồn tư liệu có vẻ như là người kế vị Rabbel I | - valign=top bgcolor="#ffffec" | \| Obodas I\| \| | - valign=top bgcolor="#ffffec" | \| Rabbel I\| \| Theo một số nguồn tư liệu có vẻ như là người kế vị Aretas I | - valign=top bgcolor="#ffffec" | \| Aretas III Philhellen\| \| Được La Mã công nhận vào năm 62 TCN | - valign=top bgcolor="#ffffec" | \| Obodas II (?)\| \| Sự tồn tại không chắc chắn cho đến thời gian gần đây; có lẽ trị vì được vài tháng | - valign=top bgcolor="#ffffec" | \| Malichus I\| \| Trở thành chư hầu của Herod Đại đế và La Mã | - valign=top bgcolor="#ffffec" | \| Obodas III\| \| Chư hầu của La Mã; có lẽ trị vì được vài tháng; trước đây được biết đến trong lịch sử với tên gọi Obodas II | - valign=top bgcolor="#ffffec" | 9/8 TCN đến 39/40\| \| Aretas IV Philopatris\| \| | - valign=top bgcolor="#ffffec" | Ḥuldo, Nữ vương\| \| | - valign=top bgcolor="#ffffec" | 39/40 đến 69/70\| \| Malichus II\| \| | - valign=top bgcolor="#ffffec" | Šagīlat, Nữ vương\| \| | - valign=top bgcolor="#ffffec" | 70/71 đến 106\| \| Rabbel II Soter\| \| | - valign=top bgcolor="#ffffec" | \| | - valign=top | \| colspan="2"\| Bị Hoàng đế Traianus sáp nhập trở thành tỉnh Arabia Petraea của La Mã | } 1. 2. 3. 4. 5. 6. 7. 8. - Ross, Martha, Rulers and Governments of the World - Vol1, Earliest Times to 1491, Bowker Publishing Company Ltd, London & New York, 1978 - Gibson, Dan (2011). Qur'anic Geography: A Survey and Evaluation of the Geographical References in the Qur'an with Suggested Solutions for Various Problems and Issues. Independent Scholars Press, Canada. ISBN 978-0-9733642-8-6. - Jewish Virtual Library: https://www.jewishvirtuallibrary.org/jsource/History/nabkings.html - http://www.rejsebasar.dk/foto/foto/kingshighway.jpg Lưu trữ ngày 5 tháng 3 năm 2016 tại Wayback Machine |